# HMS Väktaren (P160)
HMS Väktaren (P160) var en av svenska marinens patrullbåtar. Hon sjösattes i november 1979.

## Tjänstehistoria
Fartyget deltog i ubåtsjakten i Hårsfjärden september–oktober 1982. Den 5 oktober 1982 gjorde Väktaren i samarbete med helikopter Y71 vapeninsats med en sjunkbomb mot en förmodad mindre undervattensfarkost. Anfallet ledde till aktivitet hos spaningsledningen under de följande timmarna, och resultatet är fortfarande föremål för spekulation. Fartyget modifierades till Kaparen-klass i början av 1990-talet, och periodvis under 1990-talets mitt förde Väktaren devisen "Jag räds ingen" målat i gult på akterspegeln. I allmänt tal brukade väktaren kallas för "Den elaka jycken" till följd av sin vapensköld som hade en hundliknande symbol. Tillhörde under denna tid 23. patrullbåtsdivisionen.
Det avrustade fartygsskroven från HMS Väktaren och HMS Snapphanen bjöds ut till försäljning 2004.